# 南夫罗卡
南夫罗卡，是西班牙卡斯蒂利亚-拉曼恰托莱多省的一个市镇。总面积82平方公里，总人口2865人（2001年），人口密度35人/平方公里。